# Закон Авла Атернія та Спурія Тарпея
Закон Авла Атернія та Спурія Тарпея (лат. Lex Aternia Tarpeia) — закон, який був запроваджений римськими консулами Авлом Атернієм Варом Фонціналом та Спурієм Тарпеєм Монтаном Капітоліном у 454 році до н.е. для регулювання та контролю за сплатою пені та штрафів відносно дрібної та великої худоби, в яких і сплачувався штраф Також закон обмежував право консулів накладати штрафи за кримінальні злочини..

## Передумови
Закон був введений протягом року правління новообраних консулів Авла Атернія та Спурія Тарпея на фоні напруженої ситуації між плебеями та патриціями, яка ще сильно погіршилася рішенням попередніх двох консулів Тита Ромілія Рокуса Ватиканського та Гая Ветурія Цикурина — повністю продати військову здобич, через порожню римську скарбницю, після битви проти еквів. Про це повідомляє Тит Лівій у своїй праці «Історія Риму від заснування міста»:
《Там відбулася битва. Більше 7000 ворогів було вбито, інші кинуті тікати, придбано величезний видобуток, який консули, внаслідок збіднення скарбниці, продали. Але цей захід викликав обурення в армії і в той же час дав трибунам привід до звинувачення консулів перед плебеями. Тому, як тільки вони склали владу, до консульства Спурія Тарпея та Авла Атернія, Ромілій був притягнутий до суду Гаєм Кальвієм Цицероном, народним трибуном, а Ветурій — Луцієм Алієном, плебейським едилом. Обох, на превеликий жаль патриціїв, було засуджено: Ромілія до сплати десяти тисяч мідних асів, а Ветурія — п'ятнадцяти тисяч. Але нещастя, що спіткало попередників, не зупинило нових консулів; вони казали, що засудити можна і їх, але провести законопроект не в змозі будуть ні плебеї, ні трибуни. Тоді, залишивши законопроект, який став уже старою піснею, трибуни повели справу з сенатом м'якше, говорячи, що час нарешті покласти край суперечкам; якщо плебейські законопроекти не подобаються, то нехай дозволяти вибрати законодавців спільно — з плебеїв та патриціїв, які б внесли пропозиції, корисні тим та іншим, та зрівняли б свободу.》

## Положення

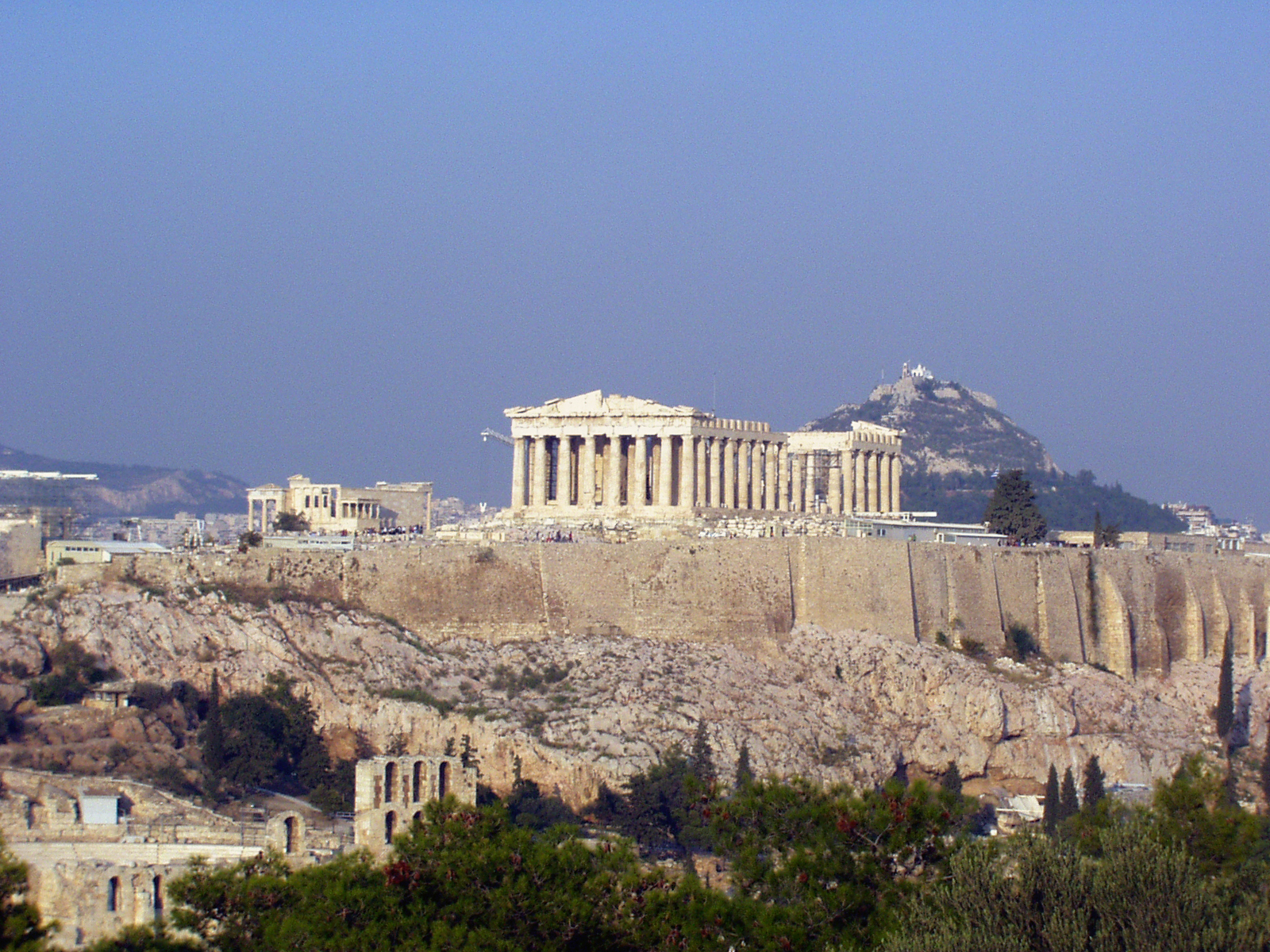
Сучасні Афіни

Римські сенатори та консули розуміли, що саме якісний та ефективний закон можливо побудувати не тільки на основі власного досвіду, але й досвіду іноземних держав, а саме грецьких полісів. Тому вони вирішили відправити спеціальну комісію для опису та перепису давньогрецьких законів. Зокрема законів Солона, про що розповідає Тит Лівій:
《Оскільки всі згодні були щодо необхідності законів і розходилися лише щодо того, кому пропонувати їх, то були відправлені до Афін посли — Спурій Постумій Альб, Авл Манлій та Публій Сульпіцій Камерін; їм наказано було списати знамениті закони Солона та ознайомитися з установами, звичаями та правом інших грецьких держав.》
До речі ідею відправити комісію вивчати іноземні закони запропонував підсудний попередній консул Тит Ромілій:
《<…>Але головне, до чого я вас, закликаю, — це призначити послів в грецькі міста Італії та в Афіни, щоб вони, випитавши у еллінів найкращі та найбільш прийнятні до нашого способу життя закони, доставили їх сюди. <…>》

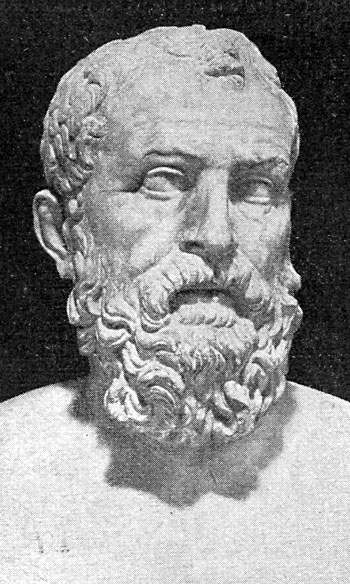
Солон

Саме на основі законів Солона, фактично і постав Закон Авла Атернія та Спурія Тарпея, бо закони Солона дозволяли перетворювати штрафи, які стягуються шляхом худоби, на карбування монет. Після введення Закону Авла Атернія та Спурія Тарпея штрафи обмежилися двома биками та тридцятьма вівцями, про це згадує Діонісій Галікарнаський у своїй праці «Римські старожитності»:
《Консули самі встановили цю міру, обмеживши верхню межу двома биками та тридцятьма головами малої худоб.》
При цьому закон також усунув недолік давньої традиції оплати штрафів, який полягав у тому, що розмір штрафів завжди залежав від якості худоби. Про це згадує Авл Геллій у своїй роботі «Аттичні ночі»:
《Ми ж можемо припустити, що з тієї ж причини, а саме оскільки Італія була тоді дуже багата на велику рогату худобу, штраф, який називався multa suprema (максимальний), був встановлений у розмірі двох овець або тридцяти бугаїв одноразово внаслідок великої кількості бугаїв та нестачі овець. При цьому коли магістрати накладали такого роду штраф, який вимагав сплати великою і дрібною худобою, іноді для сплати приганялися бики та вівці малої цінності, іноді — великої. Це робило штраф не завжди однаковим. Ось чому потім за законом Атернія була встановлена вартість однієї вівці 10 асів, а одного бика — 100 асів.》
Також в роботі Авла Геллія можна помітити ширший опис встановлення мінімального та максимального штрафів за законом:
《Що стосується мінімального штрафу (multa minima), то він дорівнює одній вівці. Максимальний штраф полягає в тій кількості [тварини], яку ми назвали. Накладати більший одноразовий штраф закон не дозволяє, тому цей штраф називається максимальним і є найбільшим.》
При цьому Марк Туллій Цицерон та Пліній Старший у своїх працях подають інформацію що штраф встановлювався у кількості, в залежності від правопорушення, від двох овець до тридцяти волів.

## Наслідок
В цілому Закон Авла Атернія та Спурія Тарпея досить таки сильно вплинув на подальший розвиток римського законодавства, адже саме він дав поштовх до вивчення іноземних законів та звичаїв, на основі яких у майбутньому до влади прийдуть децемвіри, які використовуючи попередні закони, складуть всім відомі закони ХІІ таблиць. Також закон допоміг і простим громадянам Римської республіки, покінчивши зі свавіллям консулів. Як повідомляє Діонісій Галікарнаський:
«Цей закон довго зберігав свою силу у римлян.»
І у майбутньому був фундаментом для введення консулами нових законів, наприклад — Закон Гая Юлія і Публія Папірія, про встановлення дешевої оцінки худоби при накладанні пені, 430 рік до н.е. 